# Marionina ulstrupae
Marionina ulstrupae är en ringmaskart som beskrevs av Healy 1996. Marionina ulstrupae ingår i släktet Marionina och familjen småringmaskar. Inga underarter finns listade i Catalogue of Life.